# Mount Siyeh
Mount Siyeh – szczyt w USA, w stanie Montana (hrabstwie Glacier), położony wschodniej części Parku Narodowego Glacier, około 2 km na północ od drogi Going-To-The-Sun Road, która poprzez przełęcz Logana pozwala pokonać park w kierunku wschód-zachód. Jest to piąty pod względem wysokości szczyt w parku i czwarty łańcucha Lewis Range. 
Dostęp do szczytu najłatwiejszy jest od drogi Going-To-The-Sun Road skąd poprzez Piegan Pass prowadzi stosunkowo łatwa droga wspinaczkowa. Natomiast północna ściana jest bardzo trudna i uchodzi za najtrudniejszą ścianę wspinaczkową w Parku Narodowym Glacier.
Góra została nazwana przez G. B. Grinnella słowem zaczerpniętym z języka Indian Blackfeet. Słowem tym określano Grinnela, jako człowieka lekkomyślnie odważnego. Dosłowne tłumaczenie z języka słowa Sai-ye w języku Czarnych Stóp oznaczają Zwariowanego psa lub Szalonego wilka.